# 奥斯卡·萨拉萨尔
奥斯卡·萨拉萨尔（西班牙語：Óscar Salazar，1977年11月3日—），墨西哥男子跆拳道运动员。他曾代表墨西哥参加2004年夏季奥林匹克运动会跆拳道比赛，获得男子58公斤级银牌。